# Inver Grove Heights
Inver Grove Heights är en stad (city) i Dakota County i delstaten Minnesota i USA. Staden hade 35 801 invånare, på en yta av 78,27 km² (2020). Den är en del av storstadsområdet Minneapolis-Saint Paul.